# Wiktorija Troicka-Taranina
Wiktorija Nikołajewna Troicka, z domu Taranina, ros. Виктория Николаевна Троицкая-Таранина (ur. 18 kwietnia 1969 w Leningradzie) – radziecka i rosyjska łyżwiarka szybka, specjalizująca się w short tracku, brązowa medalistka olimpijska (1992). Wyróżniona tytułem „Zasłużonej Mistrzyni Sportu Rosji”.
W kwietniu 1989 roku zajęła 18. miejsce w wieloboju na mistrzostwach świata w Solihull. W marcu 1990 roku wystąpiła na mistrzostwach świata w Amsterdamie, podczas których zajęła 22. miejsce w wieloboju. 
Trzykrotnie uczestniczyła w zimowych igrzyskach olimpijskich. W 1988 roku wzięła udział w zawodach pokazowych w short tracku na igrzyskach w Calgary. Konkurencje te nie były jednak zaliczane do oficjalnych klasyfikacji. W lutym 1992 roku wystąpiła na igrzyskach olimpijskich w Albertville. W zawodach startowała jako reprezentantka Wspólnoty Niepodległych Państw. Wystartowała w jednej konkurencji – rywalizacji kobiecych sztafet, w której wspólnie z Natalją Isakową, Juliją Własową i Juliją Ałłagułową zdobyła brązowy medal olimpijski. W lutym 1994 roku wzięła udział w igrzyskach olimpijskich w Lillehammer, podczas których reprezentowała barwy Rosji. Zaprezentowała się w trzech konkurencjach – w biegu na 500 m zajęła 20. miejsce, w biegu na 1000 m była 29., a w sztafecie, w której wraz z nią wystąpiły Jekatierina Michajłowa, Marina Pyłajewa i Jelena Tichonowa, uplasowała się na piątym miejscu.
W marcu 1992 roku Taranina wraz z Isakową, Własową i Ałłagułową zajęła szóste miejsce na drużynowych mistrzostwach świata w Minamimaki.
Wyróżniona honorowym tytułem „Zasłużonego Mistrza Sportu Rosji”.